# Загайкевич Святослав Стефанович
Святосла́в Стефа́нович Загайке́вич (більше відомий як Свя́т Загайке́вич; 25 травня 1989) — український стендап-комік, ведучий, актор і режисер. Засновник і керівник клубу «Підпільний Стендап»(станом на 1 грудня 2022 займає перше місце у категорії «стендап» у списку найпопулярніших україномовних каналів на YouTube)
У стендапі з 2012 року, виступав початково російською мовою, з 2021 року — українською. У творчості використовує переважно соціальні мотиви. Характерною особливістю є впізнавана подача матеріалу та регулярне використання своїх старих «коронних» жартів, що здебільшого відомі для публіки.[джерело?]

## Біографія
Святослав Стефанович Загайкевич народився 25 травня 1989 року. Син українського скульптора, Стефана Загайкевича. У 2007—2012 роках навчався в «Інституті Реклами» за спеціальністю графічний дизайн[джерело?], після цього поступив у Київський національний університет театру, кіно і телебачення імені Івана Карпенка-Карого за спеціальністю «режисура телебачення», де вчився до 2017 року під керівництвом Аркадія Непиталюка. Водночас грав у театрі-студії імпровізації «Чорний квадрат», а також в імпровізаційному шоу цього театру під назвою «Сексуальное чтиво». За задумом на сцені професійні актори «Чорного квадрату» та гості вистави залучаються до живої гри, яка перетворюється на новий та унікальний твір. Сольну творчу діяльність розпочав з 2010 року, працюючи тамадою на корпоративах, весіллях та різноманітних розважальних заходах. Стендапом почав займатися з 2012 року[джерело?], виступаючи у київському фан-барі «Банка» біля КПІ.
Загайкевич організовував концерти коміків (квартирники) у квартирах і гаражах із 2015 року і працює в цій сфері від початку появи української стендап-комедії як такої. У розмові з журналістами Forbes Україна Святослав розповів, що коли раніше на виступи приходили 20-30 глядачів, що платили за вхід по кілька десятків гривень «вважалось, це ми ще нормально зібрали». З 2016 року коміки почали виступати в клубі Heaven, а 2021 року «Підпільний Стендап», яким керує Загайкевич, відкрив власний заклад під назвою Underground Standup Club у підвалі на Золотоворітській вулиці.
З 2022 року, у зв'язку повномасштабним вторгненням Росії, відбувся сплеск популярності й уваги до україномовного стендапу. За даними Forbes клубу «Підпільний Стендап» є одним з найбільших гравців ринку серед стендап-клубів. Крім концертів в Україні Загайкевич також виступає й за кордоном. Зокрема, на початку 2023 року разом з іншим коміком, Олександром Качурою, провів благодійний тур Європою, збираючи кошти на потреби ЗСУ.

## Творчість
- Імпровізаційне шоу «Сексуальное чтиво» (Театр «Чорний квадрат»)[7][5];
- Сольний стендап-концерт «Директор овочебази: FOREVER» (2022 рік);
- Сольний стендап-концерт «Останній» (2022 рік);
- Сольний стендап-концерт «Нічого нового» (2022 рік).
- Сольний стендап-концерт «Святошинський психопат» (2024 рік).